# Rudolph, the Red-Nosed Reindeer
Rudolph, the Red-Nosed Reindeer (Rudolph, das rotnasige Rentier) ist der Titel eines auf einem Malbuch für Kinder basierenden Weihnachtslieds von Johnny Marks, das 1949 in der Interpretation von Gene Autry auf Single erschien und Millionenseller-Status erreichte. Es gab mehrere Verfilmungen, darunter 1998 auch einen Zeichentrickfilm in Spielfilmlänge.

## Entstehungsgeschichte
1939 entstand das Malbuch für Kinder, das sich zum Bestseller in den USA entwickelte und auf dessen Grundgeschichte das dann später aufgenommene Weihnachtslied beruht.

### Malbuch
Die Kaufhauskette Montgomery Ward aus Chicago verkaufte Malbücher verschiedener fremder Buchverlage. Die Unternehmensleitung entschied im Jahre 1939, aus Kostengründen auch ein eigenes Malbuch herauszugeben, das als Anzeigen-Kampagne gedacht war. Der mit Kinderliedern vertraute Autor Robert Lewis May, seit 1935 als Anzeigenverfasser bei der Kaufhauskette, hatte sich für die Geschichte mit Rudolph, dem rotnasigen Rentier entschieden, nachdem er Vornamen wie Reginald (zu britisch) oder Rollo (zu heiter) verworfen hatte. Die Kaufhausleitung war wegen des Attributs „rotnasig“ zunächst besorgt, da dies mit Alkoholismus und Alkoholikern assoziiert werden konnte und deshalb nicht gerade zu Weihnachten passte. Als letzte Zweifel ausgeräumt waren, wurde die Geschichte vom jungen, aus der Art geschlagenen Rentier mit der leuchtenden Nase zu Weihnachten 1939 veröffentlicht und 2,4 Millionen Mal verkauft, bis 1946 gingen über sechs Millionen Exemplare dieses Malbuchs über die Ladentheken. May hatte für seine Idee lediglich eine Pauschale kassiert, das Urheberrecht wurde für die Kaufhauskette eingetragen. Erst im Mai 1947 erhielt May das Urheberrecht.

### Weihnachtslied
Die Idee für den auf dem Malbuch basierenden Song blieb in der Familie, denn Song-Autor Johnny Marks war der Schwager von May. Zunächst gestaltete sich die Suche nach einem Interpreten schwierig, denn der weihnachtsliederfahrene Bing Crosby (White Christmas) lehnte ab. Für ihn war der Text zu jugendlich. Mays Verserzählung folgt dem Hässliches-Entlein-Prinzip, denn das Rentier Rudolph wird von seinem Umfeld drangsaliert, weil er eine rot leuchtende Nase hat. Schließlich macht er aber beim Weihnachtsmann als Nebelscheinwerfer Karriere. Übrig blieb der als „singender Cowboy“ bekannte Gene Autry. Aufgenommen wurde die Single Rudolph, The Red-Nosed Reindeer/If It Doesn’t Snow on Christmas (Columbia #38610) am Schluss der Aufnahmesession vom 27. Juni 1949 in nur einem Take mit den Pinafores als Chor und mit Orchesterbegleitung. Columbia veröffentlichte den Song am 1. September 1949; er erreichte am 3. Dezember 1949 die Hitparade, in der er erst nach Weihnachten, am 7. Januar 1950, für eine Woche an Rang eins stand. Der große Erfolg, so schrieb Autor Johnny Marks im Jahre 1950, war die perfekte Umsetzung der Komposition durch Autry, „mit einem 2-taktigen Intro, Solo-Chor im Tempo, 32-taktigem Instrumentalteil, und der Schlusschor mit den Pinafores.“ Marks bekannte später, dass er Autry eigentlich nur Tintenflecken auf einem Stück Papier überlassen habe, was Autry musikalisch und textlich in Sound übersetzen konnte. Viele großartige Songs seien lediglich wegen fehlerhafter Umsetzung erfolglos geblieben.
Rudolph war der größte Hit des Columbia-Labels (South Carolina), der im Jahre 1949 auf Anhieb zwei Millionen Exemplare umsetzte, und insgesamt acht Millionen Mal verkauft worden ist. Die offizielle Website von Gene Autry geht gar von zwölf Millionen Exemplaren aus. Eine Goldene Schallplatte hierfür wurde erst am 10. November 1968 verliehen.

## Coverversionen
- 1950: veröffentlichte dann doch Bing Crosby eine Version des Liedes.
- 1959: kam eine sehr erfolgreiche Coverversion von Dean Martin auf den Markt, entstanden zehn Jahre nach der Ersten Veröffentlichung des Liedes.

## Chartplatzierungen

### Version von Gene Autry
| Periode   | Höchstplatzierung, GesamtwochenChartsChartplatzierungen (Periode, Platzierungen, Wochen) |
| Periode   | US                                                                                       |
| --------- | ---------------------------------------------------------------------------------------- |
| 1949/50   | US4 (4 Wo.)US                                                                            |
| 1950/51   | US1 (6 Wo.)US                                                                            |
| 1951/52   | US16 (3 Wo.)US                                                                           |
|           |                                                                                          |
|           |                                                                                          |
| 1957/58   | US70 (3 Wo.)US                                                                           |
|           |                                                                                          |
|           |                                                                                          |
| 2018/19   | US16 (4 Wo.)US                                                                           |
| 2019/20   | US22 (4 Wo.)US                                                                           |
| 2020/21   | US16 (4 Wo.)US                                                                           |
| 2021/22   | US19 (5 Wo.)US                                                                           |
| 2022/23   | US28 (5 Wo.)US                                                                           |
| 2023/24   | US26 (5 Wo.)US                                                                           |
| 2024/25   | US30 (2 Wo.)US                                                                           |
| Insgesamt | US1 (45 Wo.)US                                                                           |

### Version von Bing Crosby
| Periode   | Höchstplatzierung, GesamtwochenChartsChartplatzierungen (Periode, Platzierungen, Wochen) |
| Periode   | US                                                                                       |
| --------- | ---------------------------------------------------------------------------------------- |
| 1950/51   | US14 (4 Wo.)US                                                                           |
| Insgesamt | US14 (4 Wo.)US                                                                           |

### Version von Spike Jones
| Periode   | Höchstplatzierung, GesamtwochenChartsChartplatzierungen (Periode, Platzierungen, Wochen) |
| Periode   | US                                                                                       |
| --------- | ---------------------------------------------------------------------------------------- |
| 1950/51   | US11 (3 Wo.)US                                                                           |
| Insgesamt | US11 (3 Wo.)US                                                                           |

### Version von The Melodeers
| Periode   | Höchstplatzierung, GesamtwochenChartsChartplatzierungen (Periode, Platzierungen, Wochen) |
| Periode   | US                                                                                       |
| --------- | ---------------------------------------------------------------------------------------- |
| 1960/61   | US71 (2 Wo.)US                                                                           |
| Insgesamt | US71 (2 Wo.)US                                                                           |

### Version von David Seville and The Chipmunks
| Periode   | Höchstplatzierung, GesamtwochenChartsChartplatzierungen (Periode, Platzierungen, Wochen) |
| Periode   | US                                                                                       |
| --------- | ---------------------------------------------------------------------------------------- |
| 1960/61   | US21 (2 Wo.)US                                                                           |
| 1961/62   | US47 (3 Wo.)US                                                                           |
| 1962/63   | US77 (3 Wo.)US                                                                           |
| Insgesamt | US21 (8 Wo.)US                                                                           |

### Version von Dean Martin
| Periode   | Höchstplatzierung, GesamtwochenChartplatzierungen (Periode, Platzierungen, Wochen) | Höchstplatzierung, GesamtwochenChartplatzierungen (Periode, Platzierungen, Wochen) | Höchstplatzierung, GesamtwochenChartplatzierungen (Periode, Platzierungen, Wochen) | Höchstplatzierung, GesamtwochenChartplatzierungen (Periode, Platzierungen, Wochen) |
| Periode   | DE                                                                                 | AT                                                                                 | CH                                                                                 | UK                                                                                 |
| --------- | ---------------------------------------------------------------------------------- | ---------------------------------------------------------------------------------- | ---------------------------------------------------------------------------------- | ---------------------------------------------------------------------------------- |
| 2008/09   | DE100 (1 Wo.)DE                                                                    | —                                                                                  | —                                                                                  | —                                                                                  |
| 2009/10   | DE73 (2 Wo.)DE                                                                     | —                                                                                  | —                                                                                  | —                                                                                  |
|           |                                                                                    |                                                                                    |                                                                                    |                                                                                    |
|           |                                                                                    |                                                                                    |                                                                                    |                                                                                    |
| 2018/19   | DE70 (1 Wo.)DE                                                                     | —                                                                                  | CH86 (1 Wo.)CH                                                                     | —                                                                                  |
| 2019/20   | DE64 (1 Wo.)DE                                                                     | —                                                                                  | CH76 (1 Wo.)CH                                                                     | —                                                                                  |
| 2020/21   | DE30 (4 Wo.)DE                                                                     | AT46 (2 Wo.)AT                                                                     | —                                                                                  | —                                                                                  |
| 2021/22   | DE35 (5 Wo.)DE                                                                     | AT30 (4 Wo.)AT                                                                     | CH62 (2 Wo.)CH                                                                     | —                                                                                  |
| 2022/23   | DE25 (5 Wo.)DE                                                                     | AT24 (5 Wo.)AT                                                                     | CH33 (4 Wo.)CH                                                                     | —                                                                                  |
| 2023/24   | DE25 (5 Wo.)DE                                                                     | AT23 (4 Wo.)AT                                                                     | CH31 (4 Wo.)CH                                                                     | UK74 (1 Wo.)UK                                                                     |
| 2024/25   | DE30 (4 Wo.)DE                                                                     | AT30 (4 Wo.)AT                                                                     | CH44 (1 Wo.)CH                                                                     | —                                                                                  |
| Insgesamt | DE25 (28 Wo.)DE                                                                    | AT23 (19 Wo.)AT                                                                    | CH31 (13 Wo.)CH                                                                    | UK74 (1 Wo.)UK                                                                     |

### Version von Helene Fischer & Royal Philharmonic Orchestra
| Periode   | Höchstplatzierung, GesamtwochenChartplatzierungen (Periode, Platzierungen, Wochen) | Höchstplatzierung, GesamtwochenChartplatzierungen (Periode, Platzierungen, Wochen) |
| Periode   | DE                                                                                 | AT                                                                                 |
| --------- | ---------------------------------------------------------------------------------- | ---------------------------------------------------------------------------------- |
| 2020/21   | DE88 (2 Wo.)DE                                                                     | AT72 (1 Wo.)AT                                                                     |
| Insgesamt | DE88 (2 Wo.)DE                                                                     | AT72 (1 Wo.)AT                                                                     |

### Version von Schnappi(Jing! Jingeling! Der Weihnachtsschnappi!)
| Periode   | Höchstplatzierung, GesamtwochenChartplatzierungen (Periode, Platzierungen, Wochen) | Höchstplatzierung, GesamtwochenChartplatzierungen (Periode, Platzierungen, Wochen) | Höchstplatzierung, GesamtwochenChartplatzierungen (Periode, Platzierungen, Wochen) |
| Periode   | DE                                                                                 | AT                                                                                 | CH                                                                                 |
| --------- | ---------------------------------------------------------------------------------- | ---------------------------------------------------------------------------------- | ---------------------------------------------------------------------------------- |
| 2005/06   | DE17 (6 Wo.)DE                                                                     | AT16 (4 Wo.)AT                                                                     | CH63 (6 Wo.)CH                                                                     |
| Insgesamt | DE17 (6 Wo.)DE                                                                     | AT16 (4 Wo.)AT                                                                     | CH63 (6 Wo.)CH                                                                     |

## Statistik
Für John Marks sind der ASCAP zufolge mehr als 100 Kompositionen registriert, und das die Phantasie beflügelnde Weihnachtslied wurde nach Autrys Original offiziell über 180 Mal gecovert. Autry griff immer wieder gerne auf dieses Musikgenre zurück, denn er hat bei Columbia insgesamt 27 Weihnachtslieder herausgebracht (sie sind auf einer am 21. September 2004 erschienenen CD erhältlich).